# Ulvs
Ulvs är en småort i Oderljunga socken i Perstorps kommun i Skåne.